# Simon Millman
Simon Alexander Millman (* 14. Januar 1977) ist ein australischer Politiker. Seit den Staatswahlen 2017 ist er als Vertreter von Mount Lawley Arbeitsmitglied der Western Australian Legislative Assembly.

## Leben
Millman studierte Rechtswissenschaften an der University of Western Australia und arbeitete als Anwalt für Arbeitsbeziehungen bei Slater und Gordon.
Er ist eines von fünf Mitgliedern des Rechnungsprüfungsausschusses der Versammlung und für die Aufsicht über den Ministerpräsidenten, den Schatzmeister, den Finanzminister, den Minister für die Verwaltung des öffentlichen Sektors und den Minister für die Beziehungen zwischen den Bundesländern zuständig.
Millman war Mitglied des Gemischten Parlamentarischen Ausschusses, der die Untersuchung über die Notwendigkeit von Gesetzen in Westaustralien durchführte, die es den Bürgern ermöglichen, „fundierte Entscheidungen über ihre eigenen Entscheidungen am Ende der Lebensdauer zu treffen“ (auch bekannt als End of Life Choices Committee), die am 23. August 2017 eingerichtet und dem Parlament am 23. August 2018 vorgelegt wurde. Anschließend leitete er ein Expertengremium, das von Generalstaatsanwalt John Quigley einberufen wurde, um Empfehlungen für mögliche Verbesserungen bei der Form und Anwendung von Advance Health Directives abzugeben.
Im Jahr 2019 besuchte Millman Israel im Rahmen einer Delegation für Gesundheit und medizinische Innovation unter der Leitung des stellvertretenden Premierministers und Gesundheitsministers Roger Cook, organisiert von der Handelskammer Australien-Israel (WA).
Im westaustralischen Unterhaus sagte Millman über die Reise:
„Westaustralien teilt mit Israel sowohl einen unternehmerischen Geist als auch eine Tradition herausragender medizinischer Innovationen. Das Kaliber der Delegierten auf der Reise war ein Beweis für beide Attribute.“